# Szerb futsalválogatott
A szerb futsal-válogatott Szerbia nemzeti csapata, amelyet a szerb labdarúgó-szövetség, (szerbül: Фудбалски савез Србије; latin átírással Fudbalski savez Srbije) irányít.
Az 1992-es hongkongi világbajnokságra ugyan sikeresen kijutott, de a délszláv háború miatt kizárták. Az 1999-es és a 2007-es Eb-n a csoportkörből nem sikerült továbbjutnia. Legjobb eredménye a negyeddöntő, amit a 2010-es futsal-Európa-bajnokságon ért el.

## Eredmények

### Világbajnokság
| Év       | Eredmény      | M | Gy | D | V | Rg | Kg | Gk |
| -------- | ------------- | - | -- | - | - | -- | -- | -- |
| 1989     | Nem jutott be | – | –  | – | – | –  | –  | –  |
| 1992     | Bejutott      | – | –  | – | – | –  | –  | –  |
| 1996     | Nem jutott be | – | –  | – | – | –  | –  | –  |
| 2000     | Nem jutott be | – | –  | – | – | –  | –  | –  |
| 2004     | Nem jutott be | – | –  | – | – | –  | –  | –  |
| 2008     | Nem jutott be | – | –  | – | – | –  | –  | –  |
| 2012     | Folyamatban   | – | –  | – | – | –  | –  | –  |
| Összesen | 0/6           | – | –  | – | – | –  | –  | –  |

### Európa-bajnokság
| Év       | Eredmény      | M | Gy | D | V | Rg | Kg | Gk |
| -------- | ------------- | - | -- | - | - | -- | -- | -- |
| 1996     | Nem jutott be | – | –  | – | – | –  | –  | –  |
| 1999     | Csoportkör    | 3 | 0  | 1 | 2 | 5  | 10 | –5 |
| 2001     | Nem jutott be | – | –  | – | – | –  | –  | –  |
| 2003     | Nem jutott be | – | –  | – | – | –  | –  | –  |
| 2005     | Nem jutott be | – | –  | – | – | –  | –  | –  |
| 2007     | Csoportkör    | 3 | 1  | 1 | 1 | 7  | 8  | –1 |
| 2010     | Negyeddöntő   | 3 | 2  | 0 | 1 | 7  | 8  | –1 |
| 2012     | Bejutott      | – | –  | – | – | –  | –  | –  |
| Összesen | 4/8           | 9 | 3  | 2 | 4 | 19 | 26 | –7 |